# Yatesula
Yatesula es un género de hongos en la familia Chaetothyriaceae.